# De överlevande
De överlevande (Survivors) var en brittisk TV-serie från BBC som sändes tre säsonger mellan 1975 och 1977, i sammanlagt 38 episoder. Seriens skapare var Terry Nation och den handlade om personer som överlevt en pestliknande pandemi på jorden som utrotat huvuddelen av befolkningen.